# 斑蝠莱氏吸虫
斑蝠莱氏吸虫（学名：Leipertrema scotomanese）为双腔科莱氏属的动物。在中国大陆，分布于云南等地，营寄生生活，宿主斑蝠，寄生于肝脏以及胆管。该物种的模式产地在云南。